# Platypelochares latimargo
Platypelochares latimargo är en skalbaggsart som beskrevs av Champion 1923. Platypelochares latimargo ingår i släktet Platypelochares och familjen lerstrandbaggar. Inga underarter finns listade i Catalogue of Life.